# Szávasz Kofídisz
Szávasz Kofídisz (görögül: Σάββας Κωφίδης; Almati, 1961. február 5. –) görög válogatott labdarúgó, középpályás, edző.

## Pályafutása

### Klubcsapatban
Almatiban született Kazahsztánban görög szülők gyermekeként. 1981 és 1988 között az Iraklísz csapatában játszott. 1988 és 1992 között az Olimbiakósz játékosa volt, melynek tagjaként két alkalommal nyerte meg a görög kupát. 1992 és 1997 között az Árisz Szalonikit erősítette. kapusa volt. 1997 és 1999 között az Iraklísz labdarúgója volt. 

### A válogatottban
1982 és 1994 között 67 alkalommal szerepelt a görög válogatottban és 1 gólt szerzett. Részt vett az 1994-es világbajnokságon.

## Külső hivatkozások
- Szávasz Kofídisz adatlapja a National-Football-Teams.com oldalon (angolul)

- Szávasz Kofídisz (német nyelven). eu-football.info
- Szávasz Kofídisz (német nyelven). kicker.de
- Szávasz Kofídisz adatlapja a worldfootball.net oldalon (angolul)